# Mbarek Zarrougui
Mbarek Zarrougui (en arabe : مبارك زروقي) est un boxeur marocain né le 19 mai 1954.

## Carrière
Mbarek Zarrougui est médaillé de bronze dans la catégorie des poids mi-mouches aux Jeux méditerranéens d'Alger en 1975.
Aux Jeux olympiques d'été de 1976 à Montréal, Mbarek Zarrougui est éliminé au deuxième tour dans la catégorie des poids mouches par l'Espagnol Vicente Rodríguez (en). 
Il est ensuite médaillé de bronze dans la catégorie des poids mouches aux Jeux africains d'Alger en 1978.